# أيريك هاوغان
أيريك هاوغان (بالنرويجية البوكمول: Eirik Haugan)‏ هو لاعب كرة قدم نرويجي، ولد في 27 أغسطس 1997 في مولده في النرويج. لعب مع نادي مولده.

## وصلات خارجية
- أيريك هاوغان على موقع الاتحاد الأوربي (الإنجليزية)
- أيريك هاوغان على موقع اتحاد النرويج (النرويجية)
- أيريك هاوغان على موقع اتحاد السويد (السويدية)
- أيريك هاوغان على موقع قاعدة بيانات كرة القدم.إي يو (الإنجليزية)
- أيريك هاوغان على موقع Soccerbase.com (لاعب) (الإنجليزية)
- أيريك هاوغان على موقع Soccerway.com (الإنجليزية)
- أيريك هاوغان على موقع AS.com (الإسبانية)